# ولادیمیر لاتین
ولادیمیر لاتین (استونیایی: Vladimir Latin؛ زادهٔ ۳۰ مه ۱۹۸۵) قایقران روئینگ اهل استونی است.
وی در مسابقات کشوری و بین‌المللی در مجموع برندهٔ ۱ مدال نقره، ۲ مدال برنز شده‌است.